# Parcul Sticlăriei
Parcul Sticlăriei, situat în Sectorul 2 al Bucureștiului, este un spațiu verde urban care a fost inițial amenajat în perioada comunistă pentru muncitorii de la fabrica de sticlă Sticerom. Numele parcului derivă de la această fabrică, iar zona a fost odată o exploatare de nisip. După ce săpăturile au atins pânza freatică, s-a format un lac în interiorul parcului, dar ulterior, locul a fost neglijat și a devenit o groapă de gunoi ilegală.

## Renovare și Amenajare
Recent, sub conducerea primarului Radu Mihaiu, parcul a suferit o transformare radicală, fiind curățat de deșeuri și reamenajat într-un stil minimalist, cu scopul de a respecta conceptul de „natură în oraș”. Cu o investiție de 3.4 milioane de lei, au fost îndepărtate peste 1600 de tone de gunoi, iar parcul a fost dotat cu iluminat public, alei cu pietriș, bănci și coșuri de gunoi din lemn. Aceste intervenții au fost realizate cu grijă pentru a nu perturba ecosistemul natural.

## Flora și Fauna
Parcul Sticlăriei este adesea numit „a doua deltă a Bucureștiului”, datorită bogăției sale ecologice. De-a lungul anilor, s-a format un ecosistem divers, cu zeci de specii de păsări, plante și mamifere de mici dimensiuni. În parc au fost plantați peste 1.900 de arbori și arbuști de diverse specii, precum și plante ornamentale.

## Acces și Facilități
Parcul se întinde pe o suprafață de peste 5 hectare și este accesibil publicului prin intrarea de pe Strada Ion Șahighian. Vizitatorii pot ajunge la parc cu mașina personală sau cu transportul în comun, având la dispoziție tramvaiele 36, 46 și autobuzul 102. În parc nu există locuri de joacă tradiționale, dar vizitatorii se pot bucura de natură și de cele două poduri peste lac.